# 清武町木原
清武町木原（きよたけちょうきはら）とは、宮崎県宮崎市および旧宮崎郡清武町の地名。清武地域自治区に属している。郵便番号は889-1601。

## 地理
宮崎市の中南部、清武川右岸に位置する。宮崎大学医学部附属病院や宮崎県立こども療育センター、宮崎保健福祉専門学校などの施設があり、宮崎県の医療・福祉の中枢を担う。また、北部には半導体企業も立地しており、宮崎学園都市の一部を形成する。
北方を清武町加納、東方を学園木花台西、郡司分、南方を大字鏡洲、西方を清武町船引、清武町西新町、清武町岡、清武町今泉と接する。清武町新町を内包する。

## 歴史
- 2010年（平成22年）3月23日 - 清武町が宮崎市に編入合併となる。合併の際に「大字」が廃止される。

## 世帯数と人口
2023年（令和5年）3月1日現在の世帯数と人口は以下の通りである。
| 町丁         | 世帯数   | 人口   |
| ------------ | -------- | ------ |
| 清武町加納甲 | 1571世帯 | 2838人 |

## 小・中学校の学区
市立小・中学校に通う場合、学区は以下の通りとなる。
| 町名             | 小学校             | 中学校             |
| ---------------- | ------------------ | ------------------ |
| 清武町木原の一部 | 宮崎市立加納小学校 | 宮崎市立加納中学校 |
| 清武町木原の一部 | 宮崎市立清武小学校 | 宮崎市立清武中学校 |

## 交通

### バス
宮交グループの運営するバスが営業している。

### 道路
- 宮崎県道13号高岡郡司分線
- 宮崎県道27号宮崎北郷線
- 宮崎県道338号大久保木崎線
- 宮崎県道368号勢田木崎線

## 施設
- 宮崎大学清武キャンパス
- 宮崎大学医学部附属病院
- 宮崎学園都市
- 宮崎県立こども療育センター
- 宮崎保健福祉専門学校
- 宮崎県立清武せいりゅう支援学校
- 宮崎県立みなみのかぜ支援学校
- ラピスセミコンダクタ宮崎
- SUMCO